# 마스타니 슈지
마스타니 슈지(益谷秀次, 1888년 1월 17일~1973년 8월 18일)는 14선 중의원 의원을 지낸 일본의 정치인이다.

## 생애
1888년 1월 17일 이시카와현 후게시군 우시쓰정(지금의 이시카와현 호스군 노토정)에서 태어났다. 구제 가이조 중학교에서 다이세이 중학교로 편입하여 졸업한 뒤 도쿄외국어학교 불어과와 교토제국대학 법과대학 불법과를 졸업했다. 대학을 나온 뒤에 우라와지방재판소 판사로 근무하다가 변호사가 되었다.
1920년 총선에 출마하기 위해 입헌정우회의 공천을 받아 이시카와현 제5구에 입후보해 당선됐다. 1924년 도코나미 다케지로가 이끄는 파벌이 정우회를 탈당하여 정우본당을 창당할 무렵 마스타니는 하토야마 이치로의 파벌에 속해 있었다. 제2차 세계 대전이 끝난 뒤인 1945년 하토야마를 총재로 하여 일본자유당이 창당되자 참여했다. 하지만 하토야마는 곧 연합군 최고사령부에 의해 공직 추방을 당하면서 요시다 시게루가 당권을 쥐게 되었다. 총리대신이 된 요시다는 외무상을 겸했는데 마스타니는 이때 외무정무차관이 되는 등 요시다의 후대를 받았다.
제2차 요시다 내각 때는 건설상과 총무회장을 역임했고 제3차 요시다 내각에선 부총리격 건설상이 되어 오노 반보쿠·하야시 조지와 함께 당인파 고산케로 불렸다. 요시다가 퇴진한 뒤에는 이케다 하야토의 파벌에 속했다. 1955년 야당의 지지를 받아 여당 후보로 나선 미키 다케오를 물리치고 일본 중의원 의장에 취임했다. 1958년 의장에서 물러난 뒤에 출범한 제2차 기시 내각에 부총리 겸 행정관리청 장관으로 입각했으며 이케다가 총리대신이 되었을 땐 자유민주당 간사장을 역임했다.
이케다가 병으로 사임하자 사토 에이사쿠를 후임 총재로 앉히기 위해 노력했다. 1972년 정계를 은퇴했는데 후계자는 비서였던 가와라 쓰토무였다. 은퇴한 해에 학교법인 가나자와 의과대학 이사장에 취임했지만 다음 해에 사망했다.
당인파 고산케로 불린 하야시·오노와 함께 애주가로도 널리 알려져 있어 정계 삼주선(三酒仙)으로 불렸다.

## 역대 선거 결과
|  | 0% |

|  | 0% |

|  | 11.1% |

|  | 12.7% |

|  | 0% |

|  | 22.5% |

|  | 19.1% |

|  | 14.5% |

|  | 7% |

|  | 27.1% |

|  | 22.5% |

|  | 26.2% |

|  | 24.3% |

|  | 25.8% |

|  | 30.4% |

|  | 27.05% |

|  | 22.3% |

|  | 28.85% |

|  | 29.46% |

| 전임 히토쓰마쓰 사다요시 | 제2·3대 건설대신 1948년 10월 19일~1950년 5월 6일 | 후임 마스다 가네시치 |

| 전임 야마구치 기쿠이치로 | 제19대 행정관리청 장관 1959년 6월 18일~1960년 7월 19일 | 후임 다카하시 신타로 |

| 전임 마쓰나가 도 | 제46대 일본 중의원 의장 1955년 3월 18일~1958년 4월 25일 | 후임 호시시마 니로 |